# パウル・クリング
パウル・クリング（Paul Kling, 1929年3月28日 - 2005年1月2日）は、チェコ出身のヴァイオリン奏者、ホロコースト生還者である。
オパヴァ出身。4歳からヴァイオリンを始め、7歳でウィーン交響楽団と共演するほどの上達ぶりを見せる。ブルノ音楽院を経てプラハ音楽院で学んだが、音楽院を卒業間近の1941年に突然退学処分を受け、1943年にはテレジン強制収容所に送られることとなった。収容所内ではギデオン・クラインらと知り合い、収容所内で結成されたオーケストラなどに参加して演奏活動を行い、ヴィクトル・ウルマンのオペラ『アトランティスの皇帝』の上演計画にも加わったが、その計画が実行されないまま1944年にアウシュヴィッツ＝ビルケナウ強制収容所に送られた。ナチス・ドイツの敗戦により、強制収容所内で生き残り、1947年にFOK交響楽団の演奏会で急遽代役としてブラームスのヴァイオリン協奏曲を弾いて本格的な演奏活動を開始した。1952年にはクルト・ヴェスの求めに応じて1955年まで日本を訪ね、NHK交響楽団と共演する傍らで東京芸術大学、国立音楽大学や桐朋学園大学の教壇に立った。1954年から翌年までNHK交響楽団のコンサートマスターを務めた。1959年からルイビル大学でヴァイオリンを教えたが、1977年にブリティッシュコロンビア州に移住し、ビクトリア大学やブリティッシュコロンビア大学などで教鞭をとった。
ビクトリアにて没。

## 注
1. ↑  アーカイブ 2019年9月20日 - ウェイバックマシン
2. ↑  “Music and the Holocaust:Paul Kling”. 2012年7月8日時点のオリジナルよりアーカイブ。2012年7月8日閲覧。
3. ↑  Rechcigl Jr., Miloslav (2016). Encyclopedia of Bohemian and Czech-american Biography. Authorhouse. OCLC 986567183(ページ番号を振られていないため、ページ番号を特定できない。)